# Opochtli Iztahuatzin
Opochtli Iztahuatzin [Opočtli Istauacin] bio je suprug princeze Atotoztli I. te tako zet kralja Coxcoxtlija od Culhuacána u Meksiku.
Njegova mu je žena rodila barem jedno dijete, sina Acamapichtlija, koji je postao prvi astečki car.
Njegovi su unuci bili carevi Huitzilihuitl i Itzcoatl.